# Valojoulx
Valojoulx is een gemeente in het Franse departement Dordogne (regio Nouvelle-Aquitaine) en telt 236 inwoners (2004). De plaats maakt deel uit van het arrondissement Sarlat-la-Canéda.

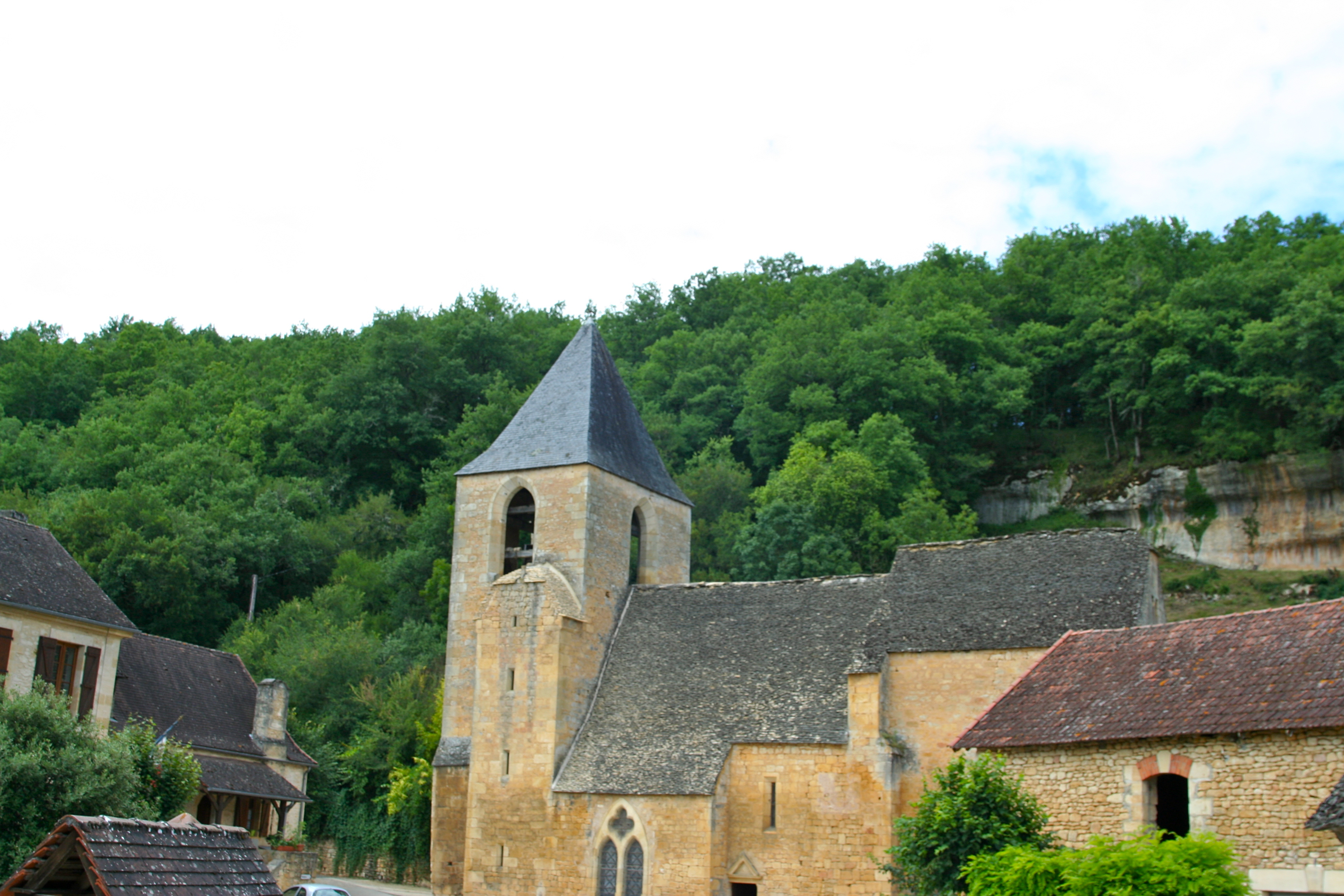
Valojoulx
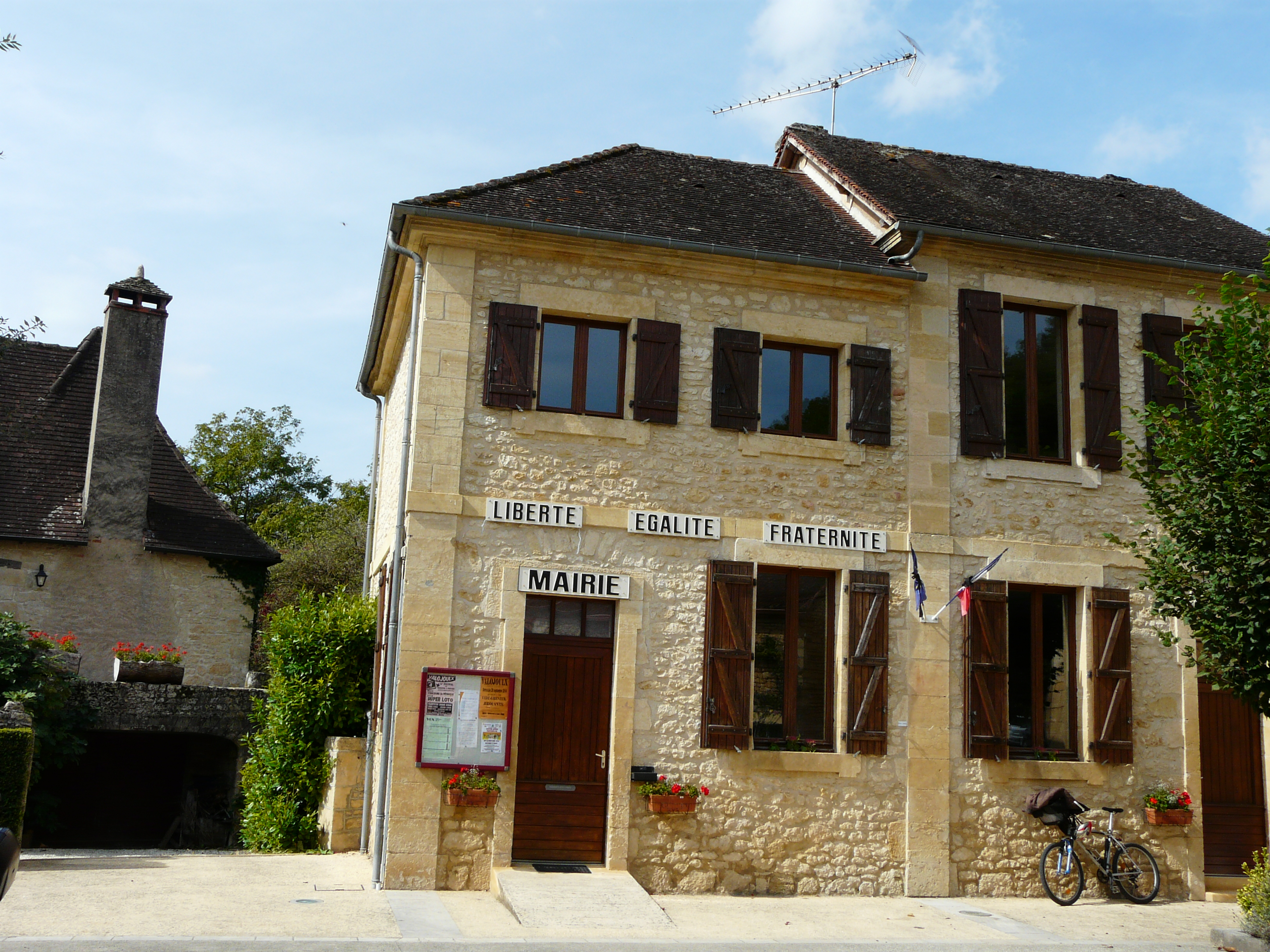
Gemeentehuis

## Geografie
De oppervlakte van Valojoulx bedraagt 11,6 km², de bevolkingsdichtheid is 20,3 inwoners per km².
De onderstaande kaart toont de ligging van Valojoulx met de belangrijkste infrastructuur en aangrenzende gemeenten.

## Demografie
Onderstaande figuur toont het verloop van het inwonertal (bron: INSEE-tellingen).